# 竹炭

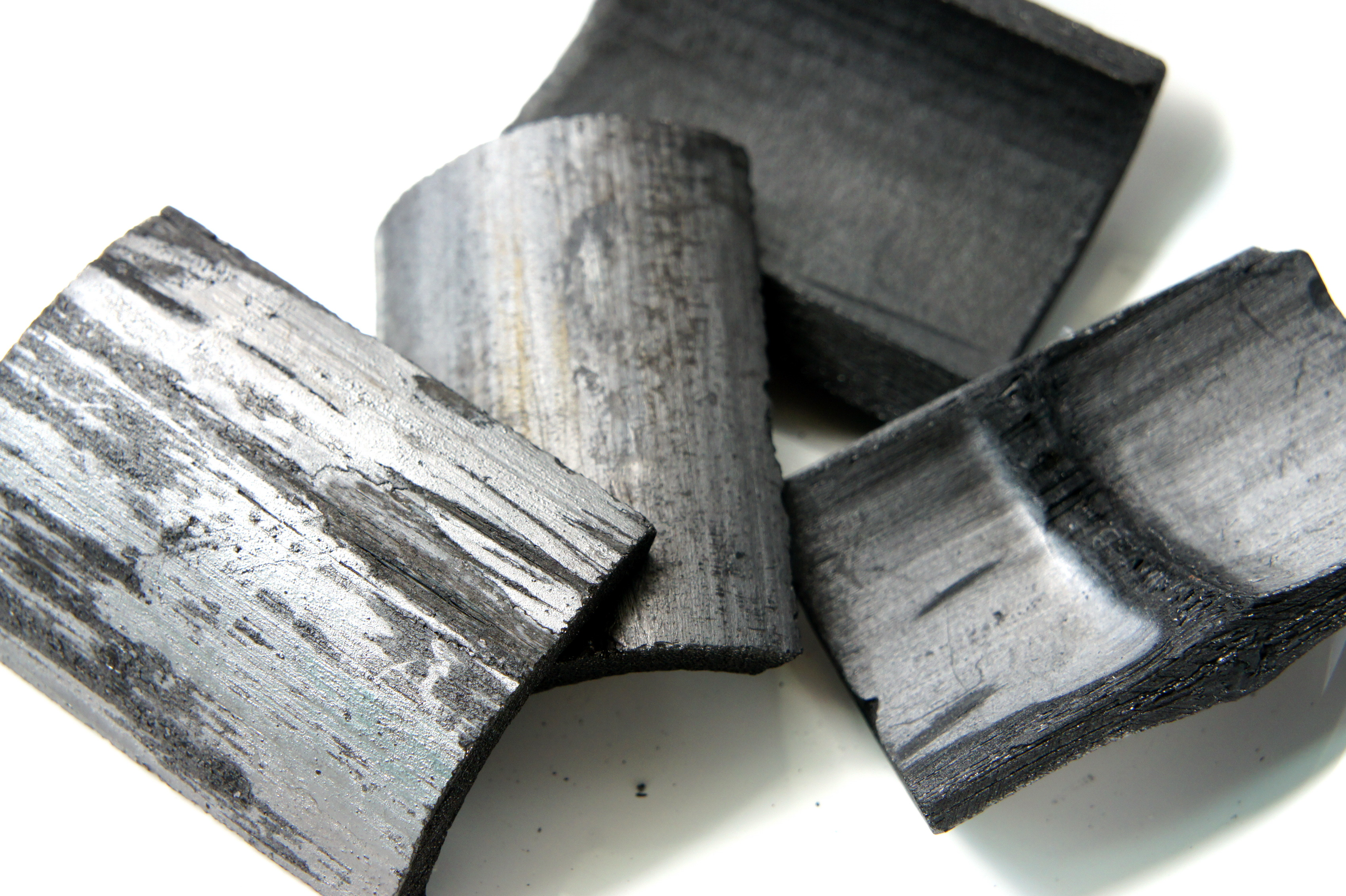
竹炭

竹炭，由竹子的人為炭化處理得當。使用高溫令竹子炭化，分為800℃、1000℃及1200℃三種，因溫度的差異所以品質上也分作三個級別。其中的一級（頂級）品，主要是用於過濾及煮食時用，在日本及台灣是在煮飯時放一塊竹炭於米上一起煮。使用多次後，便用作防潮、吸味。多次使用後，便會打碎及堆放於種植植物使用。用途跟作為燃料的木炭或煤炭有所區別，竹炭主要應用於生活補助功能目的。
竹炭的取材來源以孟宗竹為主，桂竹次之，台灣產的竹炭中，80%來自孟宗竹。燒製完成的竹炭體積為原本的1/10。。
製作竹炭時可以同時產生竹醋液，可用於清潔、消毒之類等。

## 竹炭產業發展
日本的炭製品以木炭為主流，和木炭產業相較之下，竹炭的開發量較少。2004年時，日本的竹炭生產量有1,566噸、竹醋液有658kL，其他用途的竹炭有1,567噸。竹炭生產者有886人，以愛知縣的117人為最多。日本和歌山縣設有紀州備長炭紀念館，介紹日本木、竹炭發展歷史、文化和各種應用。
中國的竹林面積有720萬公頃。直到1998年中國的竹炭發展已有生產規模，生產商集中在浙江、福建等南方省分。2000年5月，國家科技部將「竹炭生產技術及系列產品開發」列為國家級星火計劃項目。
台灣的竹林占總森林面積7.2%，台灣的竹炭產業在921大地震後開始發展。1999年台灣中部發生大地震，破壞當地產業，2002年，工研院的陳文祈向農委會提出「竹產業轉型及振興計畫」，並邀請日本竹炭專家鳥羽曙訪台指導，開始台灣竹炭產業，最初的生產商使有四家，至2007年增至18家。2003年建立CAS竹炭產品認証，是全球第一個竹炭認証標準，符合CAS認証的竹炭產品，基本條件是原料來自生長在台灣中海拔無汙染山區，四年生以上的孟宗竹。

## 製作
燒製竹炭的窯有機械窯和土窯兩種，和土窯相較之下，機械窯能精密控制溫度、空氣交換，減少土窯在燒製過程中所會產生的氧化問題，產炭率較高，但限於容積，機械窯的產量較低，且製造成本高。竹炭窯的結構可分為燃燒室、炭化室、排煙室三部分。竹炭的製作耗時3-4週，每個階段所需的溫度不同，大至可分為成煙燻預乾燥期(60~100℃)、升溫乾燥期(100~150℃)、炭化初期(150~270℃)、炭化旺盛期(270~550℃)、精鍊期(550~750℃)、自然冷卻期等數個階段。
CAS標準的竹炭燒製過程溫度需達800℃以上，炭化過程為無氧炭化。敲打高溫燒製而成的竹炭，會發出清脆的金屬聲。

## 特性與應用
因為竹子維管束的構造，燒製出來的竹炭成品有多孔的特性，使表面積增大，其細孔直徑約為0.4-0.25mm，平均每公克竹炭的表面積約 300m2，活化處理過後的竹炭，表面積可高達1,200m2以上，遠紅外線輻射率量測得熱輻射係數超過85％，波長為4～14μm。因為這些特性，竹炭的成品可用於居家用品類、寢具類、汽車用品類、化妝清潔用品類、運動保健類、工藝用品類、紡織纖維類等方面，工業應用方面可製為竹炭電容器。和奈米陶粉相較之下，竹炭纖維作為保溫紡織品不如奈米陶粉功效持久，而且其遠紅外線的波長無法控制。
竹炭成品的功效強調除臭、淨化，是因為竹炭的主要官能基主為碳氫鍵(C-H)、雙碳鍵(C=C)，少部分為氫氧鍵(O-H)，能吸附硫化物、甲醛、苯、酚或三氯甲烷等化學物質，又因其多孔的特性，因此有較佳的吸附力，可被用於吸收和分解室內塗料揮發氣體、化學合成製劑。運用其多孔的特性，竹炭也可用在水質淨化的用途上。經過竹炭過濾的自來水，酸鹼值由pH7增為pH8-8.5的弱鹼性。在日本的研究中發現，將竹炭與竹筍放在一起，竹炭可抑制乙烯氣體產生，達到竹筍保鮮的效果；竹炭也能吸收米飯的揮發物質，保持米飯香味。竹炭的吸附功能為可逆，經由加熱、降壓等方式處理後，可重新再利用。日本明星大學吉澤秀治教授將竹炭的多孔特性，運用在堆肥的熟成功能，有益微生物可於竹炭孔隙中生長，減短堆肥熟成時間。竹炭的多孔特性也可以利用於日常生活的除溼功用上。
利用竹炭能吸收人體熱能而放射遠紅外線的特性，可將竹炭運用在紡織品上，能具有保溫效果，也可用作入浴材料。以工研院合作對象所開發的奈米竹炭紗為例，在顯微鏡下觀察，竹炭紗為十字形和Y字型，奈米化的竹炭粉包覆於纖維內外，所製成的外套經實驗後，發較保暖效果優於羽絨外套。紡織綜合研究所針對竹炭被、羊毛被和蠶絲被對使用者血流量變化的研究中發現，使用竹炭被的試驗者血流量較其他兩種被子的使用者高。竹炭同是也是低電阻型導體，又同時具有多孔，符合屏蔽電磁波材料的特性，高溫製成的竹炭含磁率和含炭率較高，但由於目前各生產廠燒製溫度不一，電磁波屏蔽效果遠不如導電性較佳的明火炭。
竹醋液（又作竹酢液）是竹炭生產過程中的副產品，燒製過程的煙霧冷凝而得粗竹醋液，經靜置、粹取、蒸餾而得。酸鹼值為pH2.3～4.0，具有抗菌效果，可用於農業應用上。

## 使用方法
初購回的竹炭在使用前應先用清水沖洗，可用無油污的清潔刷刷洗，清洗時不可使用清潔劑，用於飲用水、煮飯用的竹炭可再用清水浸於鍋子中，煮沸15分鐘後，取出風乾。
竹炭片可循環使用，使用三個月至半年後，可將竹炭片清洗風乾後，重覆使用。淘汰的竹炭片也可以埋於土壤中，作為土質改良。

## 應用
- 溼度調節。
- 除臭、空氣淨化。
- 紡織品。
- 土質改良。
- 建筑材料。
- 燃料。
- 防蟲
- 水質淨化（可作為濾水器的濾心材料之一）。
- 食品添加物（台灣可合法使用，農委會曾一度鼓勵竹炭食品，但衛生署持保留態度，不建議大量食用）

## 外部連結
- 紀州備長炭発見館